# Peter Del Monte
Peter Del Monte (ur. 29 lipca 1943 w San Francisco, zm. 31 maja 2021 w Rzymie) – włoski reżyser i scenarzysta filmowy. W latach 1969–2021 wyreżyserował piętnaście filmów. Jego film Zaproszenie do podróży z 1982 roku zdobył nagrodę za najlepszy wkład artystyczny na Festiwalu Filmowym w Cannes w 1982 roku. 

## Filmografia
- 1969: Fuoricampo
- 1970: Słowa, które nadejdą
- 1975: Irene, Irene
- 1980: Druga kobieta
- 1981: Groszek pizo
- 1982: Zaproszenie do podróży
- 1985: Mężczyzna w dziecku
- 1987: Julia i Julia
- 1989: Gwiazda
- 1990: Ślady życia miłosnego
- 1996: Towarzyszka podróży
- 1998: Ballada o czyścicielach szyb
- 2000: Pod wiatr
- 2007: W Twoich rękach
- 2014: Najpiękniej czesze mnie wiatr